# Villa Faraldi
Villa Faraldi (ligur nyelven Vìlla Faródi) egy olasz község Liguria régióban, Imperia megyében

## Földrajz

Villa Faraldi község Imperia megye térképén.

Villa Faraldi Imperiától 9 km-re helyezkedik el a szárazföld belsejében.A vele szomszédos települések: Andora (Savona megye), Diano San Pietro, San Bartolomeo al Mare, Stellanello (Savona megye).

## Gazdaság
Legjelentősebb bevételi forrása a mezőgazdaság. Szőlőt és olivát termesztenek.

## Fordítás
- Ez a szócikk részben vagy egészben  a   Villa Faraldi című olasz Wikipédia-szócikk fordításán alapul.  Az eredeti cikk szerkesztőit annak laptörténete sorolja fel. Ez a jelzés csupán a megfogalmazás eredetét és a szerzői jogokat jelzi, nem szolgál a cikkben szereplő információk forrásmegjelöléseként.